# Powiat de Siemiatycze
Le powiat de Siemiatycze (en polonais powiat siemiatycki) est un powiat appartenant à la Voïvodie de Podlachie dans le nord-est de la Pologne.

## Division administrative
Le powiat comprend 9 communes :
- 1 commune urbaine : Siemiatycze ;
- 7 communes rurales : Dziadkowice, Grodzisk, Mielnik, Milejczyce, Nurzec-Stacja, Perlejewo et Siemiatycze ;
- 1 commune mixte : Drohiczyn.